# Metroland
Pour plus de détails, voir Fiche technique et Distribution.
Metroland est une comédie dramatique franco-hispano-britannique écrite et réalisée par Philip Saville et sortie en 1997.

## Synopsis
Chris vit paisiblement avec sa femme et leur jeune enfant, dans une ville nommée Metroland. Un jour, Toni, un ancien ami de Chris, refait surface. Toni a toujours été plutôt décontracté, vivant sans penser au lendemain. Chris se remémore alors quelques-unes des bêtises qu'il a faites, 10 ans plus tôt. Il en vient à repenser à une aventure qu'il a eue à Paris avec une jeune femme... 

## Fiche technique
Sauf indication contraire, les informations mentionnées dans cette section peuvent être confirmées par la base de données cinématographiques IMDb,  présente dans la section « Liens externes ».
- Titre original : Metroland
- Réalisation : Philip Saville
- Scénario : Adrian Hodges, d'après le roman de Julian Barnes
- Photographie : Jean-François Robin
- Montage : Greg Miller
- Décors : Don Taylor
- Costumes : Jenny Beavan
- Production musicale : Mark Knopfler
- Production : Andrew Bendel
- Sociétés de production : Blue Horizon Productions, Filmanía, MACT Productions
- Pays de production :  Espagne,  France et  Royaume-Uni
- Langues originales : anglais et français
- Durée : 101 minutes
- Date de sortie :
  - Italie : 30 août 1997 (Mostra de Venise)
  - Royaume-Uni : 21 août 1998
  - France : 26 août 1998
  - Belgique : 16 septembre 1998
  - Espagne : 16 juin 2000

## Distribution
Sauf indication contraire, les informations mentionnées dans cette section peuvent être confirmées par la base de données cinématographiques IMDb,  présente dans la section « Liens externes ».
- Christian Bale : Chris
- Emily Watson : Marion
- Lee Ross (V. F. : Guillaume Orsat) : Toni
- Elsa Zylberstein : Annick
- Jonathan Aris (V. F. : Alexandre Gillet) : Dave
- Rufus : Henri
- Amanda Ryan : Joanna
- Jonathan Aris : Dave
- Ifan Meredith : Mickey
- Boris Terral : Jacques

## Autour du film
On peut voir plusieurs scènes de Christian Bale parlant en français.